# Gardeskamrater
"Gardeskamrater" (Andra kustartilleribrigadens marsch, f.d. KA 1:s marsch) är en militärmarsch komponerad av Sam Rydberg som är Amfibieregementets marsch. Den ursprungliga versionen skrevs 1936, men 1940/41 bytte Rydberg ut den andra reprisen mot en ny. Den senare versionen antog Vaxholms kustartilleriregemente (KA 1) som regementsmarsch 1948.
Gardeskamrater har blivit en av Sam Rydbergs mest spelade marscher.